# (1833) Shmakova
(1833) Shmakova est un astéroïde de la ceinture principale.

## Description
(1833) Shmakova est un astéroïde de la ceinture principale. Il fut découvert le 11 août 1969 à Nauchnyj par Lioudmila Tchernykh. Il présente une orbite caractérisée par un demi-grand axe de 2,63 UA, une excentricité de 0,11 et une inclinaison de 10,0° par rapport à l'écliptique.

## Compléments